# Sonic Racing: CrossWorlds
Sonic Racing: CrossWorlds — ожидаемая компьютерная игра в жанре аркадных гонок, разрабатываемая студией Sonic Team и издаваемая её материнской компанией Sega. Игра является ответвлением серии Sonic the Hedgehog и четвёртой игрой подсерии Sonic Racing (пятой, если считать мобильную версию игры Team Sonic Racing). Игра запланирована к выпуску в сентябре 2025 года на консоли PlayStation 4, PlayStation 5, Xbox One, Xbox Series X/S, Nintendo Switch, Nintendo Switch 2, а также на компьютеры под управлением Windows в сервисах Steam и Epic Games Store.

## Игровой процесс
Sonic Racing: CrossWorlds является игрой в жанре аркадных гонок, подобной предшествующей ей Team Sonic Racing хотя CrossWorlds не включает систему совместных командных заездов из предыдущей игры. Игроки соревнуются друг с другом в заездах на три круга по трассе и собирают усиления для помощи в обгоне других гонщиков, аналогично другим играм жанра, таким как серия Mario Kart. Игроки могут выбирать между стандартными гоночными автомобилями, которые превращаются в лодки и самолёты на различных участках гонки подобно Sonic & All-Stars Racing Transformed, или ховербордами Extreme Gear, которые ранее присутствовали в подсерии Sonic Riders и используют схожую механику, основанную на ускорении. В отличие от предыдущих гоночных игр серии Sonic, персонажи не ограничены одним транспортным средством и обладают собственными характеристиками, влияющими на производительность транспорта. Транспортные средства разделяются на пять различных классов в зависимости от их основной характеристики: Скорость, Ускорение, Мощность, Управляемость и Буст. Всего можно разблокировать 45 различных транспортных средств, при этом игроки также могут комбинировать детали от разблокированных машин для создания собственных транспортных средств. Перед началом гонки игроки могут экипировать гаджеты, предоставляющие пассивные преимущества, такие как притягивание отдалённых колец или приоритет определённых усилений; можно разблокировать до шести слотов для гаджетов, при этом некоторые гаджеты требуют несколько слотов для установки.
В игре будет представлено 24 различных гоночных трассы. После завершения первого круга каждой гонки лидирующий гонщик сможет выбрать одно из двух «Колец перемещения» — больших порталов в форме колец, появляющихся посередине трассы. Выбор Кольца перемещения переносит гонщиков через портал в соответствующий «КроссМир» — одну из 15 отдельных локаций, в которой проходит второй круг гонки, после чего действие возвращается на исходную трассу для финального круга. Во время нахождения в КроссМире активируются случайные модификаторы «неистовства», вызывающие дополнительные эффекты, такие как добавление подвижных ворот ускорения на трассу. Элементы компоновки трассы также изменяются во время финального круга, открывая новые пути и короткие маршруты. Помимо стандартных режимов гран-при и гонки на время, доступны другие режимы, включая «Гоночный парк» и «Испытания». Игра поддерживает локальную многопользовательскую игру, а также кроссплатформенный сетевой мультиплеер до 12 игроков.

### Персонажи
На запуске в игре будет доступно 23 играбельных персонажа, в числе которых Сейдж из Sonic Frontiers и Зазз из Sonic Lost World. После выхода будут добавляться новые персонажи из других франшиз разных студий, в числе которых виртуальная певица Хацунэ Мику, Итибан Касуга из серии игр Like a Dragon, играбельные персонажи из Minecraft, а также Спанч Боб и Патрик Стар из мультсериала «Губка Боб Квадратные Штаны».

## Разработка и выпуск
Игра впервые была анонсирована на церемонии награждения The Game Awards 2024, а полноценный трейлер с демонстрацией игрового процесса был показан на презентации PlayStation State of Play 13 февраля 2025 года. В этот же день, компания Sega открыла запись на закрытый тест игры для владельцев консоли PlayStation 5. Сам тест проходил с 23 по 25 февраля, и для него доступна была лишь часть контента. Игра создаётся на движке Unreal Engine 4. 6 июня 2025 года, на презентации Summer Game Fest, была объявлена дата выхода игры — 25 сентября 2025 года. Также были объявлены первые персонажи из других франшиз, которые будут включены в игру, и анонсирована версия для консоли Nintendo Switch 2, которая выйдет немного позднее, чем на остальных платформах.

## Оценки и мнения

### До выхода
Игра была оценена положительно журналистами и игроками, которые попали на закрытое тестирование. Похвалы удостоились графика, музыкальное сопровождение, разнообразие трасс и игровой процесс, но критиковались излишняя агрессивность игры и её скудные анимации.